# Barthélémy de Marin de Carranrais
 (mai 2014).
Si vous disposez d'ouvrages ou d'articles de référence ou si vous connaissez des sites web de qualité traitant du thème abordé ici, merci de compléter l'article en donnant les références utiles à sa vérifiabilité et en les liant à la section « Notes et références ».
Barthélémy Honoré de Marin, comte de Carranrais, dit le « comte de Marin », né le 15 mars 1721 à Fréjus et mort le 5 septembre 1802 à Marseille, est un officier de marine français du XVIIIe siècle. Attaché au service du comte de Toulouse, il suit ce dernier dans la Marine royale et termine sa carrière avec le grade de chef d'escadre.

## Biographie

### Origines et famille
Barthélémy de Marin, descend de la Maison de Marini, l'une des vingt-huit familles nobles de Gênes, et implantée à Toulon et Marseille, en Provence. La famille de Marini a donné un archevêque d'Avignon, Dominique II de Marini, un chef d'escadre, et plusieurs officiers de marine. Elle produit sa filiation non interrompue depuis (Ambroise) Ambroggio de Marini, gouverneur de Corse, marié en 1402, devant le notaire Costa, à Joanella Adorno, en 1404, dont le petit-fils Jacques, marié en 1443 à Isabelle Pallavicini, s'établit à Toulon en 1447. Le 19 juin 1446, les lettres d'exemption du marquis de Rothelin, gouverneur de Provence, agrégeaient à la noblesse française, Pierre de Marin, fils de Jacques.
Le 14 octobre 1501, les lettres de François Ier nomment Antoine de Marin gouverneur de la Tour Notre-Dame-de-la-Garde. Elle est substituée aux nom et armes de la famille de Carranrais, originaire de Bretagne, par suite du mariage de Marguerite de Carranrais, avec Jean de Marin, le 19 juin 1565.

### Carrière dans la Marine royale
Page du comte de Toulouse, amiral de France à l'âge de cinq ans, il suit son maître et entre dans la Marine royale. Garde-marine en 1738, il est promu enseigne de vaisseau en 1746, puis lieutenant de vaisseau en 1756 au début de la guerre de Sept Ans.
Il reçoit son brevet de capitaine de vaisseau en 1767, et est nommé brigadier de la Marine en 1778, au début de la guerre d'indépendance des États-Unis. Commandant le Bourgogne, de 74 canons, son bâtiment ayant reçu une affectation différente, il n'a pas eu l'occasion de participer à la journée d'Ouessant, mais appareillant de Brest à la fin juin 1779, donc après le départ de l'armée combinée, il a par la suite rejoint celle-ci, et a pris part à son périple.
Il est élevé au grade de chef d'escadre en 1781. Il reçoit son brevet le 14 novembre 1782 ainsi qu'une pension de 800 livres sur le trésor de l'ordre royal et militaire de Saint-Louis. À la suite de la défaite à la bataille des Saintes, un Conseil de guerre est convoqué à Lorient afin de juger l'attitude et les responsabilités éventuelles du comte de Grasse et de ses capitaines dans la défaite. Le comte de Marin fait partie des membres du Conseil de guerre, qui est alors présidé par le comte de Breugnon. 
Chevalier de l'ordre royal et militaire de Saint-Louis, il est également membre de l'ordre de Cincinnatus, tout comme son frère cadet Philippe Marin de Carranrais, qui terminera sa carrière avec le grade de capitaine de vaisseau.

## Sources et bibliographie
- Michel Mollat du Jourdin, Marins et océans, vol. 2, Commission française d'histoire maritime, Economica, 1991, 237 p. (ISBN 2-7178-2127-9), p. 166, note 73
- Émile Perrier, Les bibliophiles et les collectionneurs provençaux anciens et modernes : arrondissement de Marseille, Barthelet et Cie, 1897